# Hermann Hummel von Lichtenberg
Hermann II Hummel von Lichtenberg (mort le 11 juillet 1335 à Wurtzbourg est chancelier de Louis III de Bavière et prince-évêque de Wurtzbourg de 1333 à sa mort.

## Biographie
La maison de Hummel von Lichtenberg est une famille de noblesse souabe dont le siège est le château de Lichtenberg, près de Großbottwar. Sigibodon II von Lichtenberg, évêque de Spire de 1302 à 1314, vient de cette famille. Hermann a un frère, Albrecht, est maréchal du roi. La famille s'éteint en 1407.
La mort de Wolfram von Grumbach demande l'élection d'un nouvel évêque. Elle se fait alors qu'il existe un différend entre Louis de Bavière et la papauté d’Avignon. Le roi veut imposer son choix pour Wurtzbourg. Il choisit Hermann von Lichtenberg, écolâtre de Spire et chancelier royal. Une minorité des chanoines votent pour Otto von Wolfskeel, qui sera le successeur de Hermann Hummel von Lichtenberg. Les deux parties font appel à l'archevêque Baudouin de Trèves qui retient Hermann von Lichtenberg. Otto von Wolfskeel écrit au Pape Jean XXII puis se rend à Avignon qui le confirme évêque le 2 décembre 1333 puis le consacre 21 juillet 1334. Le Pape menace Hermann d'anathème. Lorsque Hermann meurt, Otto von Wolfskeel se rend immédiatement à Metz et demandé l'évêché de Wurtzbourg. Le chapitre de la cathédrale, qui a confié l'intérim à quatre administrateurs, choisit finalement Otto von Wolfskeel, l'empereur accepte. Hermann II Hummel von Lichtenberg est enterré dans la cathédrale de Würzburg, sa tombe a disparu.

## Source, notes et références
- (de) Cet article est partiellement ou en totalité issu de l’article de Wikipédia en allemand intitulé « Hermann II. Hummel von Lichtenberg » (voir la liste des auteurs).
- Alfred Wendehorst: Das Bistum Würzburg Teil 2 - Die Bischofsreihe von 1254 bis 1455. In: Max-Planck-Institut für Geschichte (Hg.): Germania Sacra - Neue Folge 4 - Die Bistümer der Kirchenprovinz Mainz. Berlin 1969.  (ISBN 9783110012910). S. 57-60.
- (de) Theodor Henner, « Otto II. von Wolfskeel, Bischof von Würzburg », dans Allgemeine Deutsche Biographie (ADB), vol. 24, Leipzig, Duncker & Humblot, 1887, p. 736-741 (dort erwähnt)
- (de) Alfred Wendehorst, « Hermann II. Hummel v. Lichtenberg », dans Neue Deutsche Biographie (NDB), vol. 8, Berlin, Duncker & Humblot, 1969, p. 644–645 (original numérisé).